# 中山公園 (大連)

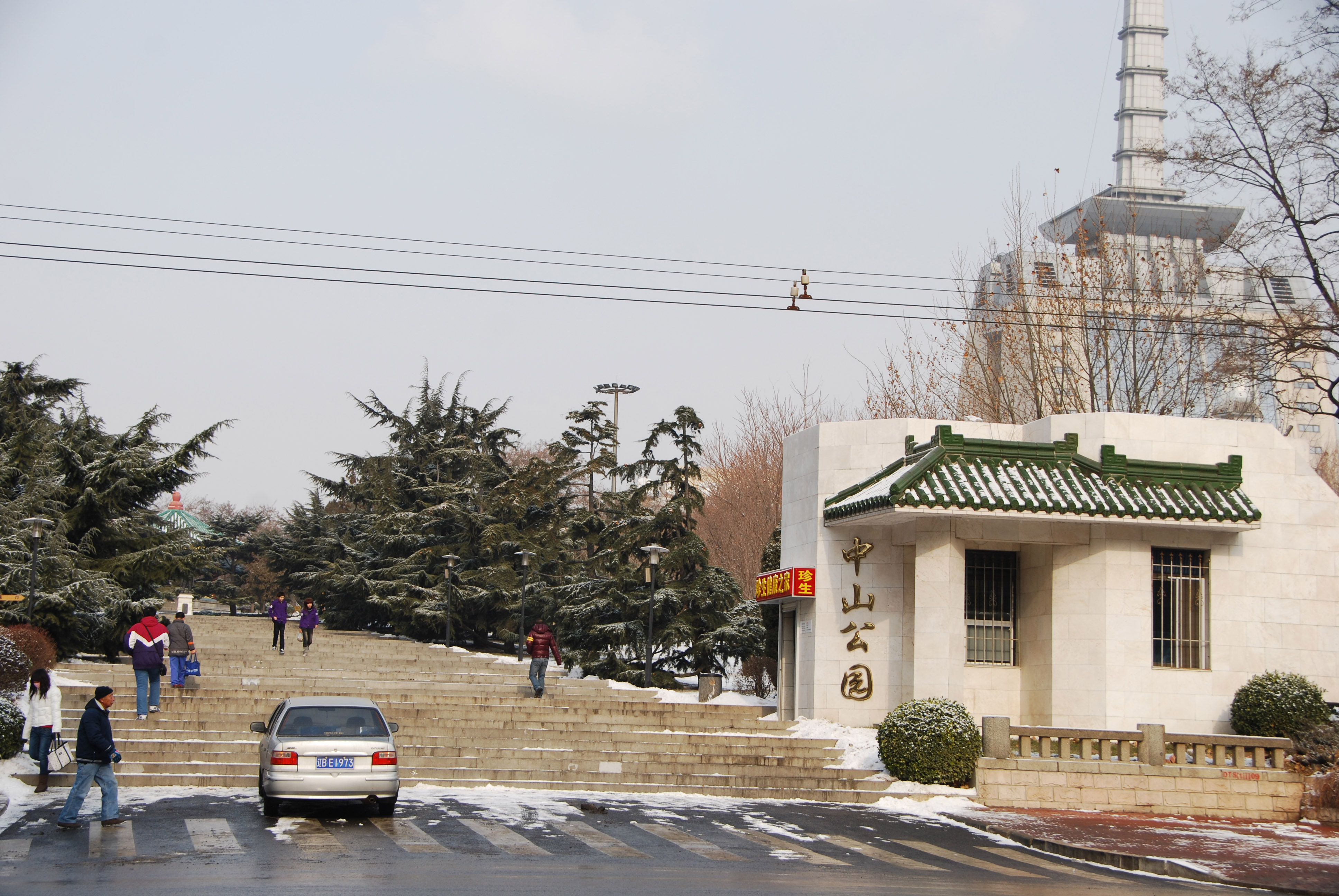
冬の大連中山公園の南門。右後方に見えるのは大連電視台。

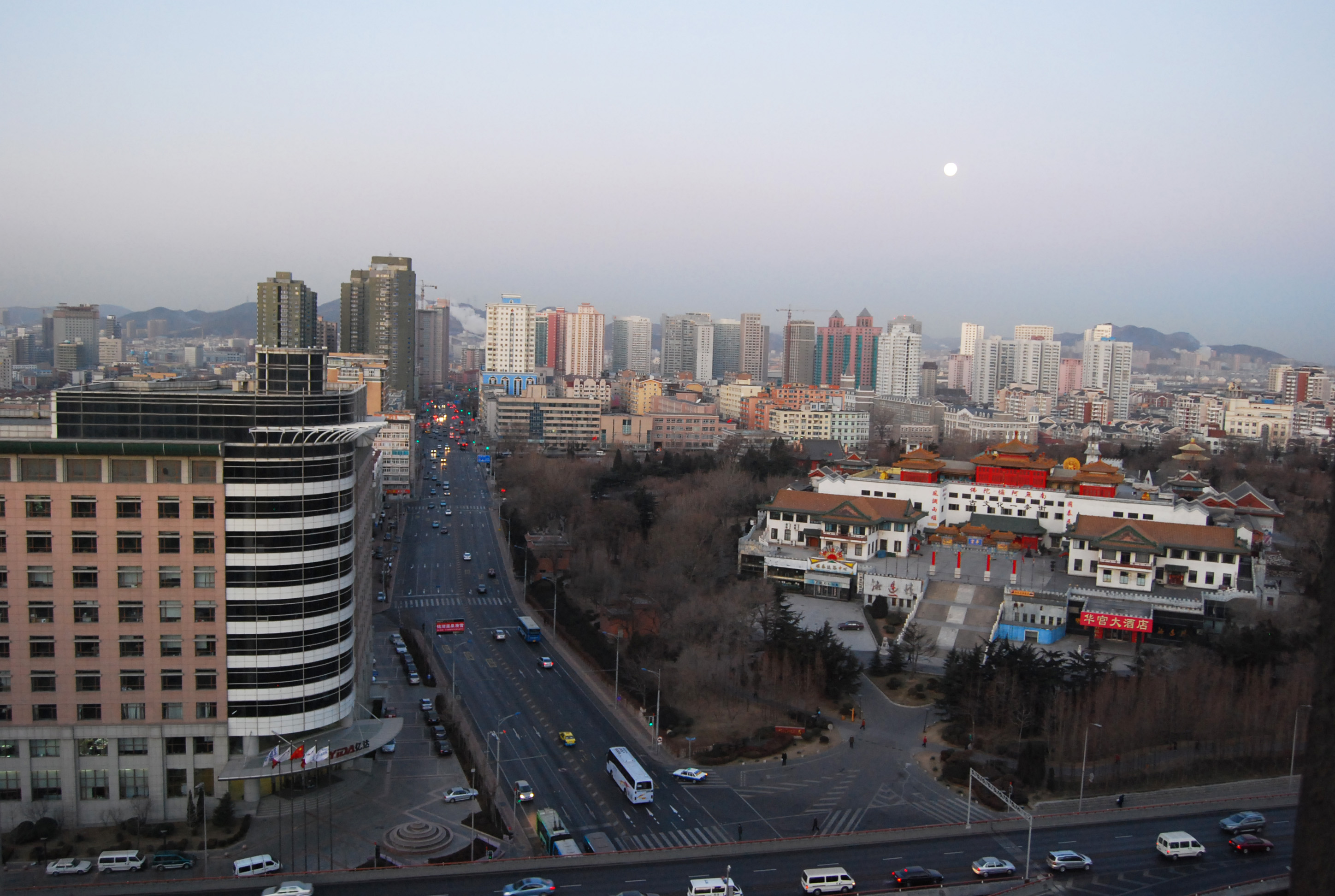
大連中山公園を東南隅から見る。街を東南方面へ見下ろす石段の上に華宮があり（骨董品屋を収容、以前承徳神社があった所）、石段では時々蚤の市が開かれる。

大連中山公園（だいれん ちゅうざんこうえん、中国語: 大連中山公園, 簡体字: 大连中山公园）は中国・大連市の沙河口区にある区立公園で、日本が大連を租借中は聖徳公園と呼ばれた。現在は労働公園と共に大連の代表的な公園となっている。

## 歴史
次のような歴史がある。 
- 清朝末期まで、このあたりは劉家屯小山（劉家部落の丘）と呼ばれていて、人はほとんど住んでいなかった。
- 1898年	旅順と大連を租借してロシアはここを緑地として計画し、緑地の南側に旅順中路（現在の黄河路・旅順中路）を建設していった。
- 1911年	旅順と大連を租借してから日本は、緑地の西地区に聖徳太子堂を建てた。
その後、緑地の南西地区の高台に聖徳神社が作られ、そこからは現在の珠江路を南東方面に見下ろして、その遠くに南山（大連神社があった）を見通せた。
- 1946年	日中戦争が終わり、旅順と大連が中国に復帰したあと、中山公園と改名。
- 1949年	宋慶齢中央政府副主席（孫文の未亡人）が当公園を訪問。
- 1954年	大連市が当公園を拡充。
その後、聖徳神社を取り壊して、華宮を建設した。
- 1982年	舞鶴市が友好都市関係の締結記10周年念碑を設置。
- 1999年	北九州市が友好都市関係の締結20周年記念碑を設置。
- 2003年	沙河口区が樹木の植樹を進め、孫文の銅像を設置して、青林歩道（散歩用外周道）を作りなどして、自然公園として整備。

## 公園の特徴
公園は次のような特徴がある。

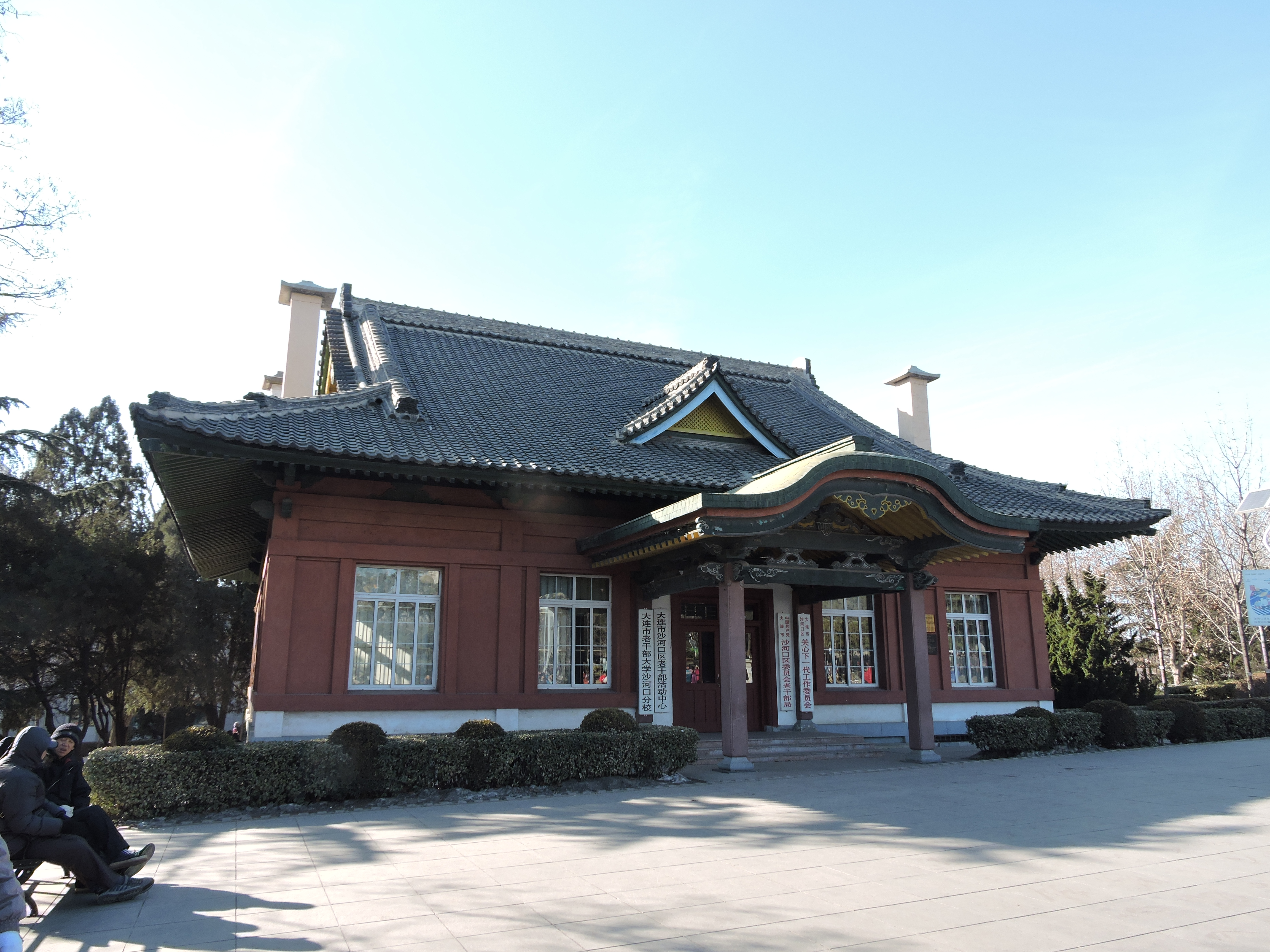
聖徳太子堂（沙河口区老幹部大学）

- 場所は、南は黄河路、北は大連電視台（大連テレビ局）、東は東北路、西は聯合路に囲まれたほぼ長方形の土地で、正門（南門）は黄河路に面している。
- 面積は102,000平米。
- 園内に70種類、2万余株の樹木を植えている。

園内には次の施設がある。
- 孫文の銅像

公園のこのあたりは「逸仙広場」と呼ばれている。台座の正面に「天下為公」の文字（孫文の座右の銘）、右側に公園の歴史、左側に公園の概況、裏面に孫文の簡単な紹介を書いた銅板を埋め込んである。
- 華宮

公園の東南偶にある中国風のお宮に似せた白い建築物で、壁面には「南無阿弥陀仏」の文字が見える。ここに上がる石段に、土日には蚤の市がたつ。（以前の聖徳神社の跡地に建てられた。）
- 青林歩道

一周約1,000メートルの舗装された歩道で、散歩に、ジョギングに利用されている。
- 沙河口区老幹部大学

聖徳太子堂をそのまま使って、退役した共産党幹部の集会所にしている。
- 舞鶴市、北九州市との友好都市関係の締結記念碑
- テニス場2面
- 市場

聯合路に面した広大な中国式の地下市場。
なお、公園の西側は沙河口区総合行政ビルに、西北隅は沙河口区少年宮に、北側は大連電視台に用地として削り取られてしまっている。また、日本租借時代に建てられたいくつかの石碑が、人知れずいまでも残っている珍しい場所である。